# Amboró
Amboró je národní park v Bolívii, severozápadně od Santa Cruz. Má celkovou rozlohu 4425 km².

## Vegetace
Vegetaci parku tvoří prales (subtropické listnaté lesy) se stovkami druhů rostlin.

## Fauna
Na území parku žijí jaguár, tapír, pásovec, kapybara a další zvířata. Z ptáků jsou zde zastoupeni papoušci rodů ara nebo amazoňan, supi a velmi vzácně i kondoři.

## Správa
Díky finanční politice současného bolivijského prezidenta Eva Moralese se počet strážců snížil z 27 na 12.

## Turistika
Na území národního parku Amboró se nenacházejí téměř žádné stavby. Těsně podél hranic národního parku a jeho ochranného pásma je devět velmi jednoduchých kempů pro turisty. Ty jsou vybaveny postelemi, jídelnou, kuchyní ze čtyř cihel a dvou železných prutů místo roštu.